# Ère leptonique
 (décembre 2008).
L'ère leptonique est une phase de l'expansion de l'Univers pendant laquelle les leptons (notamment les électrons et les positrons) dominaient en proportion la masse totale de matière dans l'Univers. Durant cette période, les leptons étaient à la fois créés par création de paires particule/antiparticule et annihilés, ce qui assurait l'équilibre thermique des populations. Puis l'expansion a fait que les créations de paires sont devenues plus rares, et enfin les leptons se sont annihilés en créant des photons, ce qui a augmenté la température du fond diffus cosmologique. Ce dernier phénomène s'est produit lorsque la température de l'Univers était de l'ordre de celle correspondant à l'énergie de masse des électrons, soit 511 keV, ou 5 milliards de degrés.
L'ère leptonique suit de près le découplage des neutrinos (vers 1 MeV) et précède la nucléosynthèse primordiale (0,1 MeV), ce qui permet d'ailleurs de vérifier indirectement son existence.

## Chronologie
L'ère leptonique se passe de 1 à 10 secondes après le Big Bang.

## Température
10 à 5 × 109 K.

## Processus physiques en jeu
À haute température, électrons, positrons, neutrinos, antineutrinos et photons se trouvent à l'équilibre thermique. Toutes ces espèces coexistent avec des densités semblables, et possèdent la même température, qui fixe leur densité d'énergie respective. Les paires électrons-positrons peuvent s'annihiler en créant des paires de photons ou des paires neutrinos-antineutrinos, et les photons peuvent s'annihiler en créant des paires électrons-positrons. En dessous de la température de 1 MeV (dix milliards de degrés), les neutrinos se découplent des électrons, positrons, et photons car l'interaction faible devient négligeable à basse énergie. Quand la température descend en dessous de l'énergie de masse, les électrons et positrons s'annihilent par paires en produisant deux photons. La réaction inverse ne peut en effet plus se produire car l'énergie moyenne des photons est inférieure à l'énergie de masse des électrons et positrons. L'énergie des paires électrons-positrons se trouve alors intégralement convertie sous forme de photons. Comparativement aux neutrinos, les photons voient alors leur énergie moyenne augmenter.